# Thể thao dưới nước tại Đại hội Thể thao Đông Nam Á 2019
Thể thao dưới nước tại Đại hội thể thao Đông Nam Á 2019 được tổ chức từ ngày 26 tháng 11 đến ngày 10 tháng 12 năm 2019.
Nhảy cầu, bơi lội và bóng nước diễn ra tại Trung tâm thể thao dưới nước thành phố New Clark ở Capas, Tarlac. Nội dung bóng nước được tổ chức từ ngày 26 tháng 11 đến ngày 1 tháng 12 năm 2019, nội dung lặn và bơi được tổ chức từ ngày 4 đến ngày 9 tháng 12 năm 2019. Nội dung bơi lội mở rộng sẽ diễn ra vào ngày 10 tháng 12 năm 2019 tại Bến tàu Hanjin, Mũi Cubi dọc Vịnh Subic ở Morong, Bataan.

## Nhảy cầu

### Nam
| Nội dung              | Vàng                                   | Vàng   | Bạc                                                    | Bạc    | Đồng                                                 | Đồng   |
| --------------------- | -------------------------------------- | ------ | ------------------------------------------------------ | ------ | ---------------------------------------------------- | ------ |
| 3m Springboard        | Ooi Tze Liang · Malaysia               | 454.60 | Puteh Muhammad · Malaysia                              | 402.50 | Mark Lee Han Ming · Singapore                        | 325.50 |
| 3m Springboard (Sync) | Ooi Tze Liang - Chew Yi Wei · Malaysia | 398.16 | Chawanwat Juntaphadawon - Thitipoom Marksin · Thái Lan | 344.76 | Timothy Lee Han Kuan - Mark Lee Han Ming · Singapore | 340.53 |

### Nữ
| Nội dung              | Vàng                                       | Vàng   | Bạc                                            | Bạc    | Đồng                                                | Đồng   |
| --------------------- | ------------------------------------------ | ------ | ---------------------------------------------- | ------ | --------------------------------------------------- | ------ |
| 3m Springboard        | Ng Yan Yee · Malaysia                      | 235.90 | Jasmine Lai Pui Yee · Malaysia                 | 192.75 | Ngo Phuong Mai · Việt Nam                           | 185.25 |
| 3m Springboard (Sync) | Ng Yan Yee - Nur Dhabitah Sabri · Malaysia | 270.00 | Fong Kay Yian - Tan Yi Xuan Ashlee · Singapore | 232.86 | Booranapol Surincha - Yanmongkon Ramanya · Thái Lan | 208.14 |

## Bơi lội mở rộng
| Nội dung  | Vàng                      | Bạc                         | Đồng                        |
| --------- | ------------------------- | --------------------------- | --------------------------- |
| Men's 10K | Trần Tấn Triệu · Việt Nam | Nguyễn Huy Hoàng · Việt Nam | Tanakrit Kittiya · Thái Lan |

## Bơi lội

### Nam
| Nội dung                 | Vàng | Vàng            | Bạc | Bạc         | Đồng | Đồng       |
| ------------------------ | --- | --------------- | --- | ----------- | --- | ---------- |
| 50 m tự do               | Jonathan Tan · Singapore                                                                                                 | 22.25 MR        | Teong Tzen Wei · Singapore | 22.40       | Luke Michael Gebbie · Philippines                                                                                     | 22.62      |
| 100 m tự do              | Darren Chua · Singapore                                                                                                  | 49.59           | Joseph Schooling · Singapore | 49.64       | Hoàng Quý Phước · Việt Nam                                                                                            | 50.08      |
| 200 m tự do              | Darren Chua · Singapore                                                                                                  | 1:48.26         | Welson Sim · Malaysia | 1:48.52     | Hoàng Quý Phước · Việt Nam                                                                                            | 1:48.59    |
| 400 m tự do              | Nguyễn Huy Hoàng · Việt Nam                                                                                              | 3:49.08 MR      | Welson Sim · Malaysia | 3:49.55     | Aflah Fadlan Prawira · Indonesia                                                                                      | 3:52.65    |
| 1500 m tự do             | Nguyễn Huy Hoàng · Việt Nam                                                                                              | 14:58.14 MR, NR | Aflah Fadlan Prawira · Indonesia                                                                                                   | 15:15.77 NR | Nguyễn Hữu Kim Sơn · Việt Nam                                                                                         | 15:18.87   |
|                          | |                 | |             | |            |
| 50 m bơi ngửa            | I Gede Siman Sudartawa · Indonesia                                                                                       | 25.12 MR        | Quah Zheng Wen · Singapore | 25.65       | Lê Nguyễn Paul · Việt Nam                                                                                             | 25.73      |
| 100 m bơi ngửa           | Quah Zheng Wen · Singapore                                                                                               | 53.79 MR, NR    | Lê Nguyễn Paul · Việt Nam | 54.98 NR    | I Gede Siman Sudartawa · Indonesia                                                                                    | 55.68      |
| 200 m bơi ngửa           | Quah Zheng Wen · Singapore                                                                                               | 2:00.06 MR      | Farrel Armando Tangkas · Indonesia                                                                                                 | 2:02.75     | Khiew Hoe Yean · Malaysia                                                                                             | 2:03.89    |
|                          | |                 | |             | |            |
| 50 m bơi ếch             | Lionel Khoo · Singapore                                                                                                  | 28.15           | James Deiparine · Philippines | 28.32       | Gagarin Nathaniel · Indonesia                                                                                         | 28.52      |
| 100 m bơi ếch            | James Deiparine · Philippines                                                                                            | 1:01.46 MR, NR  | Phạm Thanh Bảo · Việt Nam | 1:01.92     | Lionel Khoo · Singapore                                                                                               | 1:01.98    |
| 200 m bơi ếch            | Nuttapong Ketin · Thái Lan                                                                                               | 2:12.57 MR NR   | Phạm Thanh Bảo · Việt Nam | 2:12.84 NR  | Maximillian Ang Wei · Singapore                                                                                       | 2:13.96 NR |
|                          | |                 | |             | |            |
| 50 m bơi bướm            | Teong Tzen Wei · Singapore                                                                                               | 23.55           | Joseph Schooling · Singapore | 23.61       | Glenn Victor Sutanto · Indonesia                                                                                      | 23.84 NR   |
| 100 m bơi bướm           | Joseph Schooling · Singapore                                                                                             | 51.84           | Quah Zheng Wen · Singapore | 51.87       | Lê Nguyễn Paul · Việt Nam                                                                                             | 53.89      |
| 200 m bơi bướm           | Quah Zheng Wen · Singapore                                                                                               | 1:56.61         | Navaphat Wongcharoen · Thái Lan | 2:00.31     | Ong Jung Yi · Singapore                                                                                               | 2:00.53    |
|                          | |                 | |             | |            |
| 200 m hỗn hợp cá nhân    | Trần Hưng Nguyên · Việt Nam                                                                                              | 2:02.56 NR      | Darren Chua · Singapore | 2:02.73     | Triady Fauzi Sidiq · Indonesia                                                                                        | 2:02.81    |
| 400 m hỗn hợp cá nhân    | Trần Hưng Nguyên · Việt Nam                                                                                              | 4:20.65 MR NR   | Aflah Fadlan Prawira · Indonesia                                                                                                   | 4:21.30 NR  | Nguyễn Hữu Kim Sơn · Việt Nam                                                                                         | 4:26.45    |
|                          | |                 | |             | |            |
| 4×100 m tự do tiếp sức   | Singapore (SGP) · Darren Chua (50.05) · Jonathan Tan (49.10) · Quah Zheng Wen (48.40) · Joseph Schooling (49.27)         | 3:16.82 MR      | Philippines (PHI) · Luke Miguel Gebbie · Maurice Sacho Ilustre · Jean Pierre Sameh Khouzam · Jarod Jason Hatch                     | 3:22.32 NR  | Việt Nam (VIE) · Hoàng Quý Phước · Lê Nguyễn Paul · Ngô Đình Chuyền · Trần Hưng Nguyên                                | 3:22.45 NR |
| 4×200 m tự do tiếp sức   | Singapore (SGP) · Quah Zheng Wen (1:48.50) · Joseph Schooling (1:49.91) · Jonathan Tan (1:51.15) · Darren Chua (1:48.32) | 7:17.88 MR      | Việt Nam (VIE) · Hoàng Quý Phước (1:49.61) · Nguyễn Hữu Kim Sơn (1:50.68) · Ngô Đình Chuyền (1:50.77) · Nguyễn Huy Hoàng (1:50.45) | 7:21.51 NR  | Malaysia (MAS) · Khiew Hoe Yean (1:52.34) · Welson Sim (1:48.93) · Arvin Singh Chahal (1:51.46) · Keith Lim (1:54.82) | 7:27.55    |
| 4×100 m hỗn hợp tiếp sức | Singapore (SGP) · Quah Zheng Wen · Lionel Khoo · Joseph Schooling · Darren Chua                                          | 3:38.63         | Indonesia (INA) · I Gede Siman Sudartawa · Triady Fauzi Sidiq · Gagarin Nathaniel · Glenn Victor Sutanto                           | 3:43.27     | Việt Nam (VIE) · Ngô Đình Chuyền · Hoàng Quý Phước · Phạm Thanh Bảo · Trần Hưng Nguyên                                | 3:44.36    |

### Nữ
| Nội dung                 | Vàng | Vàng          | Bạc | Bạc        | Đồng | Đồng       |
| ------------------------ | --- | ------------- | --- | ---------- | --- | ---------- |
| 50 m tự do               | Amanda Lim · Singapore                                                                                                   | 25.06 MR      | Jenjira Srisa-Ard · Thái Lan | 25.32 NR   | Jasmine Alkhaldi · Philippines | 25.48 NR   |
| 100 m tự do              | Quah Ting Wen · Singapore                                                                                                | 54.74 MR      | Cherlyn Yeoh · Singapore | 55.55      | Jasmine Alkhaldi · Philippines | 55.76 NR   |
| 200 m tự do              | Nguyễn Thị Ánh Viên · Việt Nam                                                                                           | 2:00.75       | Natthanan Junkrajang · Thái Lan | 2:00.93    | Remedy Rule · Philippines | 2:01.64    |
| 400 m tự do              | Nguyễn Thị Ánh Viên · Việt Nam                                                                                           | 4:13.20       | Gan Ching Hwee · Singapore | 4:14.56    | Natthanan Junkrajang · Thái Lan | 4:17.59    |
| 800 m tự do              | Gan Ching Hwee · Singapore                                                                                               | 8:41.48       | Nguyễn Thị Ánh Viên · Việt Nam | 8:48.65    | Kamonchanok Kwanmuang · Thái Lan | 8:50.23    |
|                          | |               | |            | |            |
| 50 m bơi ngửa            | Elena Lee · Singapore | 29.40         | Nguyễn Thị Ánh Viên · Việt Nam | 29.64      | Anak Agung Istri Kania Ratih · Indonesia                                                                                              | 29.77      |
| 100 m bơi ngửa           | Nguyễn Thị Ánh Viên · Việt Nam                                                                                           | 1:02.97       | Chloe Isleta · Philippines | 1:03.87    | Jasmine Alkhaldi · Philippines | 1:04.08    |
| 200 m bơi ngửa           | Nguyễn Thị Ánh Viên · Việt Nam                                                                                           | 2:15.32       | Nurul Fajar Fitriyati · Indonesia | 2:17.84    | Chloe Isleta · Philippines | 2:18.48    |
|                          | |               | |            | |            |
| 50 m bơi ếch             | Phee Jinq En · Malaysia                                                                                                  | 31.40 NR      | Jenjira Srisa-Ard · Thái Lan | 31.41 NR   | Christie Chue · Singapore | 31.43      |
| 100 m bơi ếch            | Phee Jinq En · Malaysia                                                                                                  | 1:08.50 MR NR | Christie Chue · Singapore | 1:09.06 NR | Nisha Kukanakorn · Thái Lan | 1:10.70    |
| 200 m bơi ếch            | Christie Chue · Singapore                                                                                                | 2:28.71 MR NR | Phiangkhwan Pawapotako · Thái Lan | 2:31.47    | Phee Jinq En · Malaysia | 2:32.38    |
|                          | |               | |            | |            |
| 50 m bơi bướm            | Quah Ting Wen · Singapore                                                                                                | 26.50         | Jenjira Srisa-Ard · Thái Lan | 26.64 NR   | Jasmine Alkhaldi · Philippines | 27.09 NR   |
| 100 m bơi bướm           | Quah Ting Wen · Singapore                                                                                                | 59.62         | Quah Jing Wen · Singapore | 59.73      | Jasmine Alkhaldi · Philippines | 1:00.39 NR |
| 200 m bơi bướm           | Quah Jing Wen · Singapore                                                                                                | 2:10.97 MR    | Remedy Rule · Philippines | 2:10.99 NR | Lê Thị Mỹ Thảo · Việt Nam | 2:12.70    |
|                          | |               | |            | |            |
| 200 m hỗn hợp cá nhân    | Nguyễn Thị Ánh Viên · Việt Nam                                                                                           | 2:15.51       | Azzahra Permatahani · Indonesia | 2:16.84    | Jinjutha Pholjamjumrus · Thái Lan | 2:18.01    |
| 400 m hỗn hợp cá nhân    | Nguyễn Thị Ánh Viên · Việt Nam                                                                                           | 4:47.85       | Jinjutha Pholjamjumrus · Thái Lan | 4:48.43    | Azzahra Permatahani · Indonesia | 4:49.55    |
|                          | |               | |            | |            |
| 4×100 m tự do tiếp sức   | Singapore (SGP) · Quah Ting Wen (54.80) · Quah Jing Wen (56.01) · Cherlyn Yeoh (54.96) · Amanda Lim (55.15)              | 3:40.92 MR NR | Philippines (PHI) · Remedy Rule (56.39) · Nicole Justine Oliva (57.10) · Xiandi Chua (57.84) · Jasmine Alkhaldi (55.72)                           | 3:47.05 NR | Thái Lan (THA) · Kornkarnjana Sapianchai · Manita Sathianchokwisan · Jenjira Srisa-Ard · Natthanan Junkrajang                         | 3:48.30    |
| 4×200 m tự do tiếp sức   | Singapore (SGP) · Gan Ching Hwee (2:02.30) · Quah Ting Wen (2:00.69) · Quah Jing Wen (2:02.15) · Christie Chue (2:01.86) | 8:07.00 MR NR | Thái Lan (THA) · Kornkarnjana Sapianchai (2:03.30) · Kamonchanok Kwanmuang (2:05.18) · Fonpray Yamsuan (2:03.90) · Natthanan Junkrajang (1:59.50) | 8:11.88 NR | Philippines (PHI) · Nicole Justine Marie Oliva (2:03.44) · Jasmine Alkhaldi (2:04.28) · Xiandi Chua (2:04.74) · Remedy Rule (2:03.00) | 8:15.46 NR |
| 4×100 m hỗn hợp tiếp sức | Singapore (SGP) · Elena Lee (1:04.69) · Christie Chue (1:08.05) · Quah Jing Wen (59.35) · Quah Ting Wen (54.96)          | 4:07.05 MR NR | Philippines (PHI) · Chloe Isleta (1:03.37) · Desirae Mangaoang (1:10.77) · Remedy Rule (1:00.75) · Jasmine Alkhaldi (56.21)                       | 4:11.10 NR | Thái Lan (THA) · Saovanee Boonamphai · Nisha Kijkanakorn · Supasuta Sounthornchote · Kornkarnjana Sapianchai                          | 4:14.35    |

## Bóng nước

### Nam
| Nội dung | Vàng      | Bạc         | Đồng      |
| -------- | --------- | ----------- | --------- |
| Nam      | Indonesia | Philippines | Singapore |

### Nữ
| Nội dung | Vàng     | Bạc       | Đồng        |
| -------- | -------- | --------- | ----------- |
| Nữ       | Thái Lan | Singapore | Philippines |

## Bảng huy chương
| Hạng                | Đoàn                | Vàng | Bạc | Đồng | Tổng số |
| ------------------- | ------------------- | ---- | --- | ---- | ------- |
| 1                   | Singapore (SGP)     | 23   | 12  | 7    | 42      |
| 2                   | Việt Nam (VIE)      | 11   | 7   | 10   | 28      |
| 3                   | Malaysia (MAS)      | 6    | 4   | 3    | 13      |
| 4                   | Thái Lan (THA)      | 2    | 9   | 8    | 19      |
| 5                   | Indonesia (INA)     | 2    | 6   | 7    | 15      |
| 6                   | Philippines (PHI)   | 1    | 7   | 10   | 18      |
| 7                   | Brunei (BRU)        | 0    | 0   | 0    | 0       |
| 7                   | Campuchia (CAM)     | 0    | 0   | 0    | 0       |
| 7                   | Lào (LAO)           | 0    | 0   | 0    | 0       |
| 7                   | Myanmar (MYA)       | 0    | 0   | 0    | 0       |
| 7                   | Đông Timor (TLS)    | 0    | 0   | 0    | 0       |
| Tổng số (11 đơn vị) | Tổng số (11 đơn vị) | 45   | 45  | 45   | 135     |